# 1846 na ciência

## Eventos
- 23 de setembro - O astrônomo Johann Gottfried Galle descobre o oitavo planeta do Sistema Solar, Netuno.

## Nascimentos
| Data         | Nome                | Profissão               | Nacionalidade  | Observações                     | Ref   |
| ------------ | ------------------- | ----------------------- | -------------- | ------------------------------- | ----- |
| 7 de janeiro | Alexander Karpinsky | geólogo e mineralogista | Império Russo  | m. 1936 Medalha Wollaston 1916  | [ 1 ] |
| 6 de outubro | George Westinghouse | empresário e engenheiro | Estados Unidos | m. 1914 Medalha John Fritz 1906 | [ 2 ] |

## Mortes
| Data | Nome | Profissão | Nacionalidade | Observações | Ref |
| ---- | ---- | --------- | ------------- | ----------- | --- |

## Prémios
Medalha Copley
- Urbain Le Verrier[3]